# Clerval, Doubs
Clerval är en kommun i departementet Doubs i regionen Bourgogne-Franche-Comté i östra Frankrike. Kommunen ligger i kantonen Clerval som tillhör arrondissementet Montbéliard. År 2013 hade Clerval 1 035 invånare.

## Befolkningsutveckling
Antalet invånare i kommunen Clerval
Referens:INSEE